# Grand Prix Belgii 1963
Grand Prix Belgii 1963 (oryg. Grand Prix de Belgique) – 2. runda Mistrzostw Świata Formuły 1 w sezonie 1963, która odbyła się 9 czerwca 1963, po raz 12. na torze Circuit de Spa-Francorchamps.
23. Grand Prix Belgii, 12. zaliczane do Mistrzostw Świata Formuły 1.

## Wyniki

### Kwalifikacje
Źródło: statsf1.com
| P  | Nr | Kierowca                | Konstruktor(-silnik) | Opony | Czas   | Odstęp | Strata |
| -- | -- | ----------------------- | -------------------- | ----- | ------ | ------ | ------ |
| 1  | 7  | Graham Hill             | BRM                  | D     | 3:54,1 | –      | –      |
| 2  | 18 | Dan Gurney              | Brabham-Climax       | D     | 3:55,0 | +0,9   | +0,9   |
| 3  | 10 | Willy Mairesse          | Ferrari              | D     | 3:55,3 | +0,3   | +1,2   |
| 4  | 15 | Tony Maggs              | Cooper-Climax        | D     | 3:56,0 | +0,7   | +1,9   |
| 5  | 14 | Bruce McLaren           | Cooper-Climax        | D     | 3:56,2 | +0,2   | +2,1   |
| 6  | 17 | Jack Brabham            | Brabham-Climax       | D     | 3:56,6 | +0,4   | +2,5   |
| 7  | 4  | Innes Ireland           | BRP-BRM              | D     | 3:56,9 | +0,3   | +2,8   |
| 8  | 1  | Jim Clark               | Lotus-Climax         | D     | 3:57,1 | +0,2   | +3,0   |
| 9  | 8  | Richie Ginther          | BRM                  | D     | 3:57,6 | +0,5   | +3,5   |
| 10 | 9  | John Surtees            | Ferrari              | D     | 3:57,9 | +0,3   | +3,8   |
| 11 | 2  | Trevor Taylor           | Lotus-Climax         | D     | 3:58,1 | +0,2   | +4,0   |
| 12 | 5  | Jim Hall                | Lotus-BRM            | D     | 4:00,1 | +2,0   | +6,0   |
| 13 | 12 | Jo Bonnier              | Cooper-Climax        | D     | 4:00,1 | +0,0   | +6,0   |
| 14 | 28 | Jo Siffert              | Lotus-BRM            | D     | 4:02,3 | +2,2   | +8,2   |
| 15 | 21 | Chris Amon              | Lola-Climax          | D     | 4:04,9 | +2,6   | +10,8  |
| 16 | 22 | Lucien Bianchi          | Lola-Climax          | D     | 4:06,5 | +1,6   | +12,4  |
| 17 | 26 | Phil Hill               | ATS                  | D     | 4:06,7 | +0,2   | +12,6  |
| 18 | 29 | Carel Godin de Beaufort | Porsche              | D     | 4:14,6 | +7,9   | +20,5  |
| 19 | 24 | Tony Settember          | Scirocco-BRM         | D     | 4:25,2 | +10,6  | +31,1  |
| 20 | 27 | Giancarlo Baghetti      | ATS                  | D     | 4:33,6 | +8,4   | +39,5  |
| P  | Nr | Kierowca                | Konstruktor(-silnik) | Opony | Czas   | Odstęp | Strata |

### Wyścig
Źródła: statsf1.com
| P                                                     | + / – | Nr | Kierowca                | Konstruktor    | Opony | Okr. | Czas / Strata | Komentarz                |
| ----------------------------------------------------- | ----- | -- | ----------------------- | -------------- | ----- | ---- | ------------- | ------------------------ |
| 1                                                     | 7     | 1  | Jim Clark               | Lotus-Climax   | D     | 32   | 2:27:47,6     |                          |
| 2                                                     | 3     | 14 | Bruce McLaren           | Cooper-Climax  | D     | 32   | +4:54,0       |                          |
| 3                                                     | 1     | 18 | Dan Gurney              | Brabham-Climax | D     | 31   | +1 okr.       |                          |
| 4                                                     | 5     | 8  | Richie Ginther          | BRM            | D     | 31   | +1 okr.       |                          |
| 5                                                     | 8     | 12 | Jo Bonnier              | Cooper-Climax  | D     | 30   | +2 okr.       |                          |
| 6                                                     | 12    | 29 | Carel Godin de Beaufort | Porsche        | D     | 30   | +2 okr.       |                          |
| 7                                                     | 3     | 15 | Tony Maggs              | Cooper-Climax  | D     | 27   | +5 okr.       | poślizg                  |
| 8                                                     | 11    | 24 | Tony Settember          | Scirocco-BRM   | D     | 25   | +7 okr.       | poślizg                  |
| Niesklasyfikowani                                     |       |    |                         |                |       |      |               |                          |
|                                                       |       | 9  | John Surtees            | Ferrari        | D     | 19   | +13 okr.      | ciśnienie paliwa         |
|                                                       |       | 7  | Graham Hill             | BRM            | D     | 17   | +15 okr.      | skrzynia biegów          |
|                                                       |       | 22 | Lucien Bianchi          | Lola-Climax    | D     | 17   | +15 okr.      | wypadek                  |
|                                                       |       | 5  | Jim Hall                | Lotus-BRM      | D     | 16   | +16 okr.      | wypadek                  |
|                                                       |       | 28 | Jo Siffert              | Lotus-BRM      | D     | 16   | +16 okr.      | poślizg                  |
|                                                       |       | 26 | Phil Hill               | ATS            | D     | 13   | +19 okr.      | przekładnia              |
|                                                       |       | 17 | Jack Brabham            | Brabham-Climax | D     | 12   | +20 okr.      | pompa paliwowa           |
|                                                       |       | 21 | Chris Amon              | Lola-Climax    | D     | 10   | +22 okr.      | wyciek paliwa            |
|                                                       |       | 4  | Innes Ireland           | BRP-BRM        | D     | 9    | +23 okr.      | skrzynia biegów          |
|                                                       |       | 27 | Giancarlo Baghetti      | ATS            | D     | 7    | +25 okr.      | skrzynia biegów          |
|                                                       |       | 10 | Willy Mairesse          | Ferrari        | D     | 7    | +25 okr.      | zawór                    |
|                                                       |       | 2  | Trevor Taylor           | Lotus-Climax   | D     | 5    | +27 okr.      | ciśnienie oleju          |
| Nie wystartowali / niedopuszczeni do ponownego startu |       |    |                         |                |       |      |               |                          |
|                                                       |       | 3  | Peter Arundell          | Lotus-Climax   | D     | 0    |               | brak sprawnego samochodu |
|                                                       |       | 11 | Ludovico Scarfiotti     | Ferrari        | D     | 0    |               | brak sprawnego samochodu |
|                                                       |       | 19 | Lorenzo Bandini         | BRM            | D     | 0    |               | brak sprawnego samochodu |
|                                                       |       | 25 | Ian Burgess             | Scirocco-BRM   | D     | 0    |               | brak sprawnego samochodu |
| P                                                     | + / – | Nr | Kierowca                | Konstruktor    | Opony | Okr. | Czas / Strata | Komentarz                |

### Najszybsze okrążenie
Źródło: statsf1.com
| Nr | Kierowca  | Konstruktor  | Czas   | Okr. |
| -- | --------- | ------------ | ------ | ---- |
| 1  | Jim Clark | Lotus-Climax | 3:58,1 | 16   |

### Prowadzenie w wyścigu
Źródło: statsf1.com
| Nr                              | Kierowca  | Konstruktor  | Okrążenia | Suma |
| ------------------------------- | --------- | ------------ | --------- | ---- |
| 1                               | Jim Clark | Lotus-Climax | 1-32      | 32   |
| \| Wykres \| \| ------ \| \| \| |           |              |           |      |
| Wykres                          |           |              |           |      |
|                                 |           |              |           |      |

## Klasyfikacja po wyścigu
Pierwsza szóstka otrzymywała punkty według klucza 9-6-4-3-2-1. Liczone było tylko 6 najlepszych wyścigów danego kierowcy.
Uwzględniono tylko kierowców, którzy zdobyli jakiekolwiek punkty
| P  | +/− | Kierowca                | Starty | Punkty | P1 | P2 | P3 | PP | NO | NS |
| -- | --- | ----------------------- | ------ | ------ | -- | -- | -- | -- | -- | -- |
| 1  | +2  | Bruce McLaren           | 2      | 10     | –  | 1  | 1  | –  | –  | –  |
| 2  | N   | Jim Clark               | 2      | 9      | 1  | –  | –  | 1  | 1  | –  |
| 3  | −2  | Graham Hill             | 2      | 9      | 1  | –  | –  | 1  | –  | 1  |
| 4  | −2  | Richie Ginther          | 2      | 9      | –  | 1  | –  | –  | –  | –  |
| 5  | N   | Dan Gurney              | 2      | 4      | –  | –  | 1  | –  | –  | 1  |
| 6  | −2  | John Surtees            | 2      | 3      | –  | –  | –  | –  | 1  | 1  |
| 7  | N   | Jo Bonnier              | 2      | 2      | –  | –  | –  | –  | –  | –  |
| 7  | −2  | Tony Maggs              | 2      | 2      | –  | –  | –  | –  | –  | –  |
| 9  | −3  | Trevor Taylor           | 2      | 1      | –  | –  | –  | –  | –  | 1  |
| 10 | N   | Carel Godin de Beaufort | 1      | 1      | –  | –  | –  | –  | –  | –  |
| P  | +/− | Kierowca                | Starty | Punkty | P1 | P2 | P3 | PP | NO | NS |

### Konstruktorzy
Tylko jeden, najwyżej uplasowany kierowca danego konstruktora, zdobywał dla niego punkty. Również do klasyfikacji zaliczano 6 najlepszych wyników.
| P                 | +/− | Konstruktor    | Starty | Punkty | P1 | P2 | P3 | PP | NO | NS |
| ----------------- | --- | -------------- | ------ | ------ | -- | -- | -- | -- | -- | -- |
| 1                 | 0   | BRM            | 4      | 12     | 1  | 1  | –  | 1  | –  | 1  |
| 2                 | +2  | Lotus-Climax   | 5      | 10     | 1  | –  | –  | 1  | 1  | 1  |
| 3                 | −1  | Cooper-Climax  | 6      | 10     | –  | 1  | 1  | –  | –  | –  |
| 4                 | N   | Brabham-Climax | 3      | 4      | –  | –  | 1  | –  | –  | 2  |
| 5                 | −2  | Ferrari        | 4      | 3      | –  | –  | –  | –  | 1  | 3  |
| 6                 | N   | Porsche        | 1      | 1      | –  | –  | –  | –  | –  | –  |
| Niesklasyfikowani |     |                |        |        |    |    |    |    |    |    |
|                   |     | Scirocco-BRM   | 1      | 0      | –  | –  | –  | –  | –  | –  |
|                   |     | Lotus-BRM      | 5      | 0      | –  | –  | –  | –  | –  | 5  |
|                   |     | Lola-Climax    | 3      | 0      | –  | –  | –  | –  | –  | 3  |
|                   |     | ATS            | 2      | 0      | –  | –  | –  | –  | –  | 2  |
|                   |     | BRP-BRM        | 1      | 0      | –  | –  | –  | –  | –  | 1  |
| P                 | +/− | Kierowca       | Starty | Punkty | P1 | P2 | P3 | PP | NO | NS |